# Black Magic Woman
Black Magic Woman is een nummer van de Britse band Fleetwood Mac. Op 29 maart 1968 werd het nummer uitgebracht als de derde single van de band. In 1970 werd het nummer gecoverd door de Amerikaanse band Santana op hun album Abraxas. Deze versie werd dat jaar uitgebracht als de eerste single van het album.

## Versie Fleetwood Mac
De originele versie van "Black Magic Woman", geschreven door Peter Green en in 1969 voor het eerst verschenen op een album op de compilatie The Pious Bird of Good Omen, bereikte de 37e plaats in het Verenigd Koninkrijk. Zij bleven het nummer live uitvoeren nadat Green in 1970 uit de band stapte, waarbij het vaak werd gezongen door Danny Kirwan. In het begin van de jaren '70 werd het nummer tevens gebruikt voor lange live-improvisaties. Het nummer heeft dezelfde akkoorden, hetzelfde gitaarspel en een soortgelijke melodie als "I Loved Another Woman" van het debuutalbum van de band uit 1968, en kan een evolutie zijn van dit nummer.

## Versie Santana
De versie van Santana werd opgenomen in 1970 en is als medley samengevoegd met het instrumentale "Gypsy Queen" van Gábor Szabó uit 1966, een mix van jazz, Hongaarse folkmuziek en Latijns-Amerikaanse ritmes. Het nummer werd een van de grootste hits van de band, met een vierde plaats in de Billboard Hot 100 in januari 1971 als hoogtepunt. In Nederland kwam het nummer echter niet verder dan de zevende plaats in de Tipparade. Het album Abraxas werd het eerste nummer 1-album van de band en bereikte de vijfdubbele platina-status in 2000, mede dankzij het succes van "Black Magic Woman".
Het tweede deel van het nummer, bestaand uit "Gypsy Queen", werd niet opgenomen op de compilatiealbums Santana's Greatest Hits uit 1974, The Ultimate Collection uit 1997 en Ultimate Santana uit 2007, maar wel op alle andere compilaties waar "Black Magic Woman" op verscheen. Radiostations draaien deze nummers normaal gesproken achter elkaar.
De singlebewerking van het nummer duurt 3:20 minuten, in plaats van de 5:24 minuten die de albumversie beslaat. In sommige versies wordt de pianosolo overgeslagen, terwijl andere versies "Gypsy Queen" overslaan. Sinds de oorspronkelijke uitgave werden ook langere versies van het nummer uitgebracht, waaronder een versie van 8:56 minuten.

## NPO Radio 2 Top 2000
| Nummers met noteringen in de NPO Radio 2 Top 2000 | '99 | '00 | '01 | '02 | '03 | '04 | '05 | '06 | '07 | '08 | '09 | '10 | '11 | '12 | '13 | '14 | '15 | '16 | '17  | '18  | '19  | '20  | '21 | '22 | '23 | '24  |
| ------------------------------------------------- | --- | --- | --- | --- | --- | --- | --- | --- | --- | --- | --- | --- | --- | --- | --- | --- | --- | --- | ---- | ---- | ---- | ---- | --- | --- | --- | ---- |
| Black Magic Woman (Fleetwood Mac)                 | -   | -   | -   | -   | -   | -   | -   | -   | -   | -   | -   | -   | -   | -   | -   | -   | -   | -   | 1939 | 1782 | 1989 | 1982 | -   | -   | -   | -    |
| Black Magic Woman / Gypsy Queen (Santana)         | 270 | 378 | 603 | 348 | 370 | 455 | 439 | 422 | 703 | 464 | 232 | 253 | 388 | 390 | 440 | 397 | 498 | 276 | 453  | 610  | 709  | 688  | 695 | 879 | 953 | 1160 |

1. ↑  Een '-' betekent dat het nummer niet was genoteerd en een vetgedrukt getal geeft de hoogste notering van een nummer aan.